# Inês de Faucigny
Inês de Faucigny (em francês:  Agnès; antes de 1215 – 11 de agosto de 1268)  foi suo jure senhora de Faucigny, e condessa de Saboia pelo seu casamento como Pedro II de Saboia.

## Família
Inês foi a filha primogênita de Aimão II, Senhor de Faucigny e de Beatriz d'Auxonne, Senhora de Marnay. 
Os seus avós paternos foram Henrique, Senhor de Faucigny e Comtensson de Genebra. Os seus avós maternos eram o conde Estêvão III de Auxonne e sua primeira esposa, Beatriz de Chalon.
Ela teve uma irmã mais nova, Beatriz, esposa de Estêvão II, Senhor de Thoire e Villars. Por parte de pai teve um irmão ilegítimo, também chamado Aimon. 
Os seus pais se separaram em 1210. A sua mãe, Beatriz, casou-se novamente, desta vez com Simão, Senhor de Joinville, como sua segunda esposa, com quem teve mais seis filhos. Já seu pai se casou com Flota de Royans, de quem foi o segundo marido, mas não teve mais filhos. 

## Biografia
Como era a filha legítima mais velha de seu pai, sendo o único filho que Aimão teve ilegítimo, o seu pai fez de Inês sua herdeira, conforme o seu testamento datado de fevereiro de 1234. 
Em fevereiro de 1234, Inês ficou nova de Pedro, filho do conde Tomás I de Saboia e de Margarida de Genebra. Os dois se casaram em alguma data posterior à 25 de junho de 1236, no Castelo de Châtillon-sur-Cluses, com a benção do bispo Guilherme de Saboia, que tinha se aproximado de Aimão para planejar o casamento de sua filha. Ela trouxe como dote as senhorias de Faucigny, Beaufort e diversas outras terras. Além disso, Aimão II estipulou que qualquer que fosse o filho do casamento, menina ou menino, a criança seria a herdeira do dote de sua mãe. O casal teve apenas uma filha, Beatriz. 
O pai de Inês também arranjou o casamento da neta. Após negociações iniciadas pelo senhor de Faucigny, Beatriz ficou noiva em 4 de dezembro de 1241, quando tinha sete anos, de Guigues VII, Delfim de Veinnois, filho de Guigues VI de Viennois e de Beatriz de Monferrato. O casamento ocorreu em 1253. No mesmo ano, morreu Aimon.
Inês herdou o título e os direitos do pai, em detrimento da irmã, Beatriz.
O sobrinho de Pedro, Bonifácio, que era conde de Saboia, morreu no início de junho de 1263. Embora Tomás, seu já falecido irmão mais velho, tivesse filhos, o costume da Saboia fazia com que ele herdasse como parente mais próximo, pois a lei da primogenitura em segundo grau ainda não tendo sido estabelecida. Ele então se tornou o décimo segundo conde de Saboia e Inês, a condessa consorte.
O marido de Inês veio a falecer no Castelo de Pierre-Châtel, na comuna de Virignin, em 14 de maio de 1268. Em seu testamento de 7 de maio de 1268, legou à sua esposa os castelos de Versoix (em Genebra), Allinges-Neuf e Féternes (ambos em Chablais), Charousse (em Passy) e Aubonne (em Vaud). Além disso, ele nomeou o rei Henrique III de Inglaterra como o executor do testamento, e também incluiu a sua sobrinha, Leonor da Provença, consorte de Henrique, como herdeira. 
A condessa morreu alguns meses depois, em 11 de agosto, também no Castelo de Pierre-Châtel. No seu testamento de 17 de outubro de 1262 nomeia o marido Pedro, e a filha, Beatriz, como seus herdeiros.Segundo a lei recolhida pelo Regeste de Genebra, “ela compromete-se por juramento a não tomar, durante a vida do marido, disposições contrárias a esta vontade”.  Já no segundo testamento, datado de 16 de novembro de 1262, designa 2/3 de suas propriedades para Pedro, e 1/3, para Beatriz.
Após a morte de seu marido, a condessa Inês fez acréscimos ao seu testamento em 9 de agosto de 1268, sem alterar o nome de sua herdeira. Ela estabelece como herdeira universal sua filha Beatriz, Condessa de Viennois e Albon. Ela lega à sua irmã Beatriz, senhora de Thoire e Villars, e aos filhos da dita senhora, os seus castelos de Crédoz e Cosimieu (Bresse), com a condição de os manter como feudo da sua herdeira. Ela deixa para o seu cunhado, Simão de Joinville, senhor de Gex, ou o castelo de Versoix, do qual ela exclui a vila de Commugny, ou tudo o que possui desde a dita Commugny até o Cluse, perto de Collonges, entre o Ródano e o Jura, com a condição de que tudo permaneça no feudo de Faucigny, e que o referido Simão de Joinville, construa perto do Versoix e dote uma casa religiosa). Ela escolheu a igreja de Contamine em Faucigny como local de sepultamento, cedendo-lhe certas vinhas e terrenos para que ali pudesse ser celebrada uma missa diária. Também deixou 30 libras ao capítulo de Genebra para comemorar o aniversário de sua morte; são atribuídos aos dízimos da igreja de Mieussy, e destinam-se a distribuir 30 soldos a cada um dos cônegos que intervieram nesta celebração.
O primeiro marido de Beatriz, Guigues VII, tomou posse total de Faucigny. No dia seguinte à morte de Inês, a sua irmã, Beatriz, e o irmão de Pedro II, Filipe, reclamaram a sua parte na herança. Uma guerra de sucessão irrompe entre os diferentes poderes.
Ela foi sepultada na igreja do convento de Contamine-sur-Arve, conforme o seu desejo. 

## Descendência
- Beatriz de Saboia (1237 – 21 de abril de 1310), sucessora da mãe. Foi primeiro casada com Guigues VII de Viennois, com quem teve quatro filhos. Após a morte dele, foi esposa do visconde Gastão VII de Béarn, mas não teve mais filhos.